# イ・スギョン (女優)
イ・スギョン（ハングル表記：이수경、1982年3月13日 - ）は、韓国の女優。
2003年にCMに出演して芸能界にデビューした。2007年に放送開始されたKBSの連続テレビドラマ『ヨメ全盛時代』に出演してKBS演技大賞で女性新人賞とベストカップル賞を受賞した。2009年には同年放送開始されたSBSの連続テレビドラマ『千万回愛してます』に出演してSBS演技大賞で10大スター賞を受賞し、同年に第4回アンドレ・キムベストスターアワードでスター賞を受賞した。
ソウルにある蕙園女子高等学校から同徳女子大学校に進学して放送芸能学科を卒業している。身長は170センチメートル。趣味は料理と映画鑑賞で、絵画を特技としている。

## 主な出演作品

### テレビドラマ
- 知ることになるさ（2004年、KBS） - ソン・ナギョン役
- 神様、お願い（2005年-2006年、SBS） - ク・スラ役
- ソウルメイト（2006年、MBC） - スギョン役
- ヨメ全盛時代（2007年-2008年、KBS） - チョ・ミジン役
- 大韓民国弁護士（2008年、MBC） - ウ・イギョン役
- 千万回愛してます（2009年-2010年、SBS） - コ・ウンニム役
- 恋する国家情報局（2010年、KBS） - オ・ハナ役
- レディプレジデント〜大物（2010年、SBS） - チャン・セジン役
- 負けたくない！（2011年、MBC） - ウン・ヒス役
- カラー・オブ・ウーマン（2011年-2012年、channelA） - ワン・ジンジュ役
- 来た来た、マジで来た（2011年-2012年、MBN） - ペ・スジン役
- 金よ出てこいコンコン（2013年、MBC） - ミン・ソンウン役
- ゴハン行こうよ（2013年-2014年、tvN） - イ・スギョン役
- 私の娘はスーパーウーマン（2015年、MBC） - マ・インソン役
- マイ・リトル・ベイビー（2016年、MBC） - ハン・イェスル役
- キスして幽霊！〜Bring it on, Ghost〜（英語版）（2016年、tvN） - シン・スギョン役
- 江南ロマン・ストリート（2016年-2017年、MBC） - ハン・ジョンウン役
- キム秘書はいったい、なぜ?（2018年、tvN） - チェ・ヘランの若い時代役
- 左利きの妻（2019年、KBS） - オ・サナ役